# Marijn van den Berg
Marijn van den Berg, né le 19 juillet 1999 à De Meern, est un coureur cycliste néerlandais. Il est membre de l'équipe EF Education-EasyPost.

## Biographie

### Débuts cyclistes et carrière chez les jeunes
En 2016, il fait ses débuts au sein du club Willebrord Wil Vooruit où il est licencié pendant deux ans. Au cours de cette période, il réalise de nombreux top 10 sur des courses importantes du calendrier réservé aux juniors comme la Course de la Paix juniors ou le Tour du pays de Vaud. Il démontre alors des qualités de sprinteurs puncheurs durant ces deux années.
En 2018, il rejoint l'équipe continentale Delta Cycling Rotterdam. Il réalise, une nouvelle fois, de nombreux top 10 sur des sprints massifs. Ces nombreux résultats prometteurs lui permettent de signer dans une équipe continentale hollandaise plus renommée, la Metec-TKH-Mantel pour les saisons 2019 et 2020. En 2019, il remporte ses premières victoires puis son premier classement général lors de la Carpathian Couriers Race, avant de s'illustrer pour la première fois chez les élites sur le Tour de République tchèque.
En 2021, il décide de se concentrer sur les courses espoirs en signant dans l'équipe réserve de la Groupama-FDJ : ce choix intervient après la signature d'un contrat pro avec l'équipe première de son frère, Lars van den Berg. Il démarre sa saison avec une victoire sur le Grand Prix Adria Mobil, puis remporte une victoire d'étape sur l'Alpes Isère Tour et 2 étapes et le classement général de l'Orlen Nations Grand Prix. Il fait alors partie des meilleurs espoirs du sprint mondial  et le montre une nouvelle fois en s'imposant à 3 reprises sur le Tour de l'avenir, 2 fois au sprint et une fois sur le contre-la-montre par équipes, devant des sprinteurs comme Arnaud De Lie ou Pavel Bittner. Ces nombreux résultats lui permettent d'obtenir un premier contrat au sein d'une équipe World Tour, chez EF Education-EasyPost .

### Carrière chez les professionnels

#### 2022: une année d'apprentissage
En 2022, il commence sa saison en Espagne où il se classe 7e de la Clásica de Almería, puis participe à sa première course World Tour lors de l'UAE Tour : il y réalise son premier top 10 en World Tour, lors de la 2e étape remportée par Mark Cavendish. Il participe ensuite aux Strade Bianche et à certaines classiques flandriennes, sans grand résultat. 
En mai, il s'aligne sur le Circuit cycliste Sarthe-Pays de la Loire où il prend la 9e place de la 3e étape, remportée par Mads Pedersen. Il abandonne lors de l’Amstel Gold Race avant de signer un top 15 sur Eschborn-Francfort et sur la quatrième étape de l’Arctic Race of Norway. Il va chercher de nouveaux accessit sur le Tour de Wallonie au mois de juin avec une 7e place sur la 5e étape , avant d'obtenir en août deux nouveaux tops 10 au Tour de Pologne . 
Il participe ensuite a de quelques classiques et courses d’un jour au cours de l’été et se classe notamment 7e du Grand Prix de Wallonie, remporté par Mathieu van der Poel. Enfin, il termine sa saison en Malaisie sur le Tour de Langkawi, où il se termine 5 fois dans le top 10 durant les 8 jours de course.

#### 2023: l’éclosion
L'année 2023, marque son éclosion au plus haut niveau. Il commence sa saison, encore une fois en Espagne, où il remporte sa première victoire chez les professionnels lors du Trofeo Ses Salines-Alcudia devant Ethan Vernon et Biniam Girmay. Il réalise par la suite de bons résultats en France ou au Portugal avant de finir à nouveau dans le top 10 d'une étape de l'UAE tour. Il participe par la suite à son premier Paris-Nice où il se classe notamment 7e de la deuxième étape au sprint et second du contre la montre par équipes avant d'être contraint à l'abandon. Il termine ensuite 10e de la Classic Bruges-La Panne, remportée par Jasper Philipsen. Il s'aligne par la suite sur le Région Pays de la Loire Tour où il finit deux fois deuxième d'étape, ce qui lui permet de remporter le classement par point de cette course.
Ces bons résultats lui offrent la possibilité d'être aligner par son équipe sur Paris-Roubaix, son premier monument, qu'il termine à une anecdotique 72e place. Après un nouveau top 10 sur le Tour de Norvège , il va remporter une étape et le classement par points de la Route d'Occitanie . 
En août, il participe au Tour de Pologne, une course durant laquelle il va remporter sa première victoire  UCI World Tour au sprint, une victoire montrant ses bonnes aptitudes dans les bosses , car il est le seul sprinteur à jouer la victoire sur cette étape, censée être trop dure pour eux. Grâce à ces victoires, il participe à son premier grand tour, le Tour d'Espagne, dans le but de poursuivre son apprentissage. Une course où il va réaliser cinq top 10 au sprint et même finir sur le podium de la 19e étape, remportée par Alberto Dainese. 
Il termine sa saison en Chine lors du Tour du Guangxi, où il se classe notamment 3e d'une étape. Une saison aboutie, qu'il l'aura vu montrer sa régularité au sprint et ses bonnes qualités dans les bosses. Il est l'un des rares coureurs du peloton à s'être classé dans le top 5 d'une étape sur chaque course par étapes auquel il aura participé, une sacré preuve de régularité.

#### 2024: participation au Tour de France
Marijn démarre une nouvelle fois sa saison en Espagne, où il se classe 4e et 3e de 2 épreuves du Challenge de Majorque avant d'obtenir de bons résultats au Portugal, une 7e place sur la Figueira Champions Classic et une 2e place sur la 1ére étape du Tour de l’Algarve. Après une participation à Milan-San-Remo , il remporte la 4e étape du Tour de Catalogne avant de terminer 2e dès le lendemain. Il participe également au 2e monument de la saison, le Tour des Flandres.  
Dans la suite de sa saison, il réalise une véritable razzia sur le Région Pays de la Loire Tour en remportant 2 étapes, le classement général et le maillot du classement par points durant les 4 jours de compétition. Il surfe sur sa bonne forme lors de la Flèche brabançonne, en se retrouvant à l'avant de la course, dans un groupe où il semble largement au-dessus de ses adversaires au sprint. Il tente malgré tout une attaque à 3 km de l'arrivée mais il se fait rattraper à la suite du travail effectué par Joseph Blackmore dans le groupe de contre à 500 mètres du but. Une fois repris, il n'a plus la force de sprinter et se classe 7ème d'une course où il semblait le plus fort. 4 jours plus tard il se classe à une belle 11ème place sur l'Amstel Gold Race avant une longue coupure.
Il fait son retour à la compétition près d'un mois plus tard sur les Boucles de la Mayenne, il réalise une nouvelle fois de nombreux top 10 et s'aligne sur le Tour de Suisse pour améliorer sa condition en vue du Tour de France, il ne s'illustre pas, la faute à un parcours trop difficile pour son profil .
Le 29 juin, il est au départ de son premier Tour de France, au sein d'une équipe EF Education-EasyPost plutôt tournée vers son leader Richard Carapaz, Marijn a carte blanche sur les sprints mais doit souvent se débrouiller seul. Il réalise un début de course timide, malgré un top 10 sur la 5ème étape, et s'illustre réellement pour la première fois à Colombey-les-Deux-Eglises en se classant 5ème, par la suite il se classera 11ème des étapes 10 et 12 et prendra part à l'échappée sur la 13ème étape, sans succès. Il termine son Tour de France plus discrètement. Un premier Tour de France encourageant mais sans grand coup d'éclat. Par la suite,  sa saison se terminera en Chine, au Tour de Guangxi, où il se classera dans le top 5 des étapes 3 et 6 avec une 2ème place sur cette dernière, pour clore une très bonne année 2024, dans la lignée de 2023.

#### 2025
Comme à son habitude, Marijn fait sa rentrée en Espagne, au Trofeo ses Salines, course qu'il a déjà remporté en 2023, et il s'y impose une nouvelle fois. Il rejoint à cette occasion au palmarès des coureurs ayant remporté 2 fois cette épreuve des légendes du sprint, André Greipel, Óscar Freire et Robbie McEwen. Par la suite, il s'aligne sur l'étoile de Bessèges et termine 3ème de la première étape avant d'être contraint à l'abandon lors de la 3ème. Il continue son début de saison,  en France sur le Tour de la Provence, course durant laquelle il ne sort du Top 6 sur aucune des 3 étapes, il termine même 2ème de la dernière étape et 3ème au classement général derrière Mads Pedersen et Matej Mohoric. Il participe ensuite à la première classique flandrienne de la saison, l'Omloop Het Nieuwsblad , course qu'il termine à une belle 9ème place d'un sprint emportée par Soren Waerenskjold et se classe 7ème du Samyn.  Le meilleur début de saison de sa carrière jusqu'à présent au cours de laquelle il montre une énorme régularité n'étant sorti que 2 fois du Top 10 sur ces 9 premiers jours de course.

## Palmarès

### Palmarès amateur
- 2017
  - 2e du Grand Prix E3 juniors
- 2018
  - 6e étape de l'Olympia's Tour
- 2019
  - Carpathian Couriers Race :
    - Classement général
    - 2e étape

  - 3e du championnat des Pays-Bas sur route espoirs
- 2021
  - Grand Prix Adria Mobil
  - 1re étape de l'Alpes Isère Tour
  - Orlen Nations Grand Prix : 
    - Classement général
    - 1re et 3e étapes

  - 2e (contre-la-montre par équipes), 3e et 5e étapes du Tour de l'Avenir
  - 3e du championnat des Pays-Bas du contre-la-montre espoirs
  - 3e d'À travers les Hauts-de-France
  - 3e de Paris-Tours espoirs
  - 8e du championnat d'Europe sur route espoirs

### Palmarès professionnel
- 2023
  - Trofeo Ses Salines-Alcúdia
  - 1re étape de la Route d'Occitanie
  - 5e étape du Tour de Pologne
  - 3e de la Figueira Champions Classic
  - 10e de la Classic Bruges-La Panne
- 2024
  - 4e étape du Tour de Catalogne
  - Région Pays de la Loire Tour : 
    - Classement général
    - 1re et 4e étapes

  - 3e du Trofeo Palma
- 2025
  - Trofeo Felanitx-Ses Salines
  - 2e étape de la Route d'Occitanie
  - 3e du Tour de La Provence
  - 9e du Circuit Het Nieuwsblad

### Résultats sur les grands tours

#### Tour de France
2 participations
- 2024 : 109e
- 2025 : non partant (10e étape)

#### Tour d'Espagne
1 participation
- 2023 : 126e

### Classements mondiaux
| Année                                 | 2018  | 2019 | 2020  | 2021 | 2022 | 2023 | 2024 |
| ------------------------------------- | ----- | ---- | ----- | ---- | ---- | ---- | ---- |
| Classement mondial                    | 1283e | 877e | 1566e | 202e | 292e | 110e | 107e |
| UCI Europe Tour                       | 794e  | 638e | 1166e | 173e | 234e | 89e  | 87e  |
|                                       |       |      |       |      |      |      |      |
| Légende : nc = non classéSource : UCI |       |      |       |      |      |      |      |